# Terremoto de Afganistán y Pakistán de 2016
El terremoto de Afganistán y Pakistán de 2016, que alcanzó una magnitud de 6,6, ocurrió el 10 de abril de 2016 a las 14:58 hora local (10:28 UTC del 10 de abril). Su epicentro estuvo localizado en las cercanías del límite de tres países: Afganistán, Tayikistán y Pakistán, este último se llevó la peor parte, con 6 de sus habitantes fallecidos. El terremoto se produjo a una profundidad de 210,4 kilómetros, con una intensidad máxima de VI (fuerte) en la escala de Mercalli.

## Daños
Se produjeron algunos daños al noroeste de Pakistán, con caída de objetos y algunas estructuras, producto de eso, fallecieron 6 personas y otras 46 resultaron heridas.
En Afganistán y Tayikistán se produjo pánico producto del sismo, además el movimiento telúrico pudo ser percibido en Nueva Delhi, India.